# Птича (зупинний пункт)
Пти́ча — пасажирська зупинна залізнична платформа Рівненської дирекції Львівської залізниці.
Розташована в селі Птича Дубенського району Рівненської області на лінії Здолбунів — Красне між станціями Кам'яниця-Волинська (6,7 км) та Верба (4,6 км).
Станом на вересень 2017 р. на платформі зупиняються приміські поїзди.